# グスタヴォ・ノナト・サンターナ
ノナト（Nonato）ことグスタヴォ・ノナト・サンターナ（ポルトガル語: Gustavo Nonato Santana、1998年3月3日 - ）は、ブラジルとイタリアのサッカー選手。ポジションはMF。

## クラブ歴
ADサンカエターノの下部組織出身で、2016年3月30日にカンピオナート・パウリスタ・セリエA2で選手初出場を記録した。
2018年5月24日にSCインテルナシオナルに期限付き移籍、翌年10月1日に完全移籍した。
2021年7月30日にフルミネンセFCに期限付き移籍した。
2022年9月2日にPFCルドゴレツ・ラズグラドに完全移籍した。同月8日のUEFAヨーロッパリーグ 2022-23 グループリーグのASローマ戦で移籍後初出場、決勝点を記録しクラブの金星に貢献したデビュー戦となった。
2023年8月4日、サントスFCに期限付き移籍。2024年1月25日に完全移籍となり、3年契約を結んだ。